# Vessament de petroli

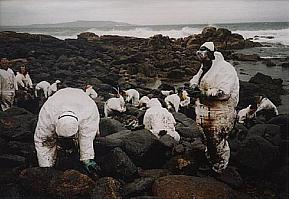
La neteja del vessament de petroli del vaixell Prestige.

Un  vessament de petroli  o  marea negra  és un abocament que es produeix a causa d'un accident o pràctica inadequada que contamina el medi ambient, especialment al mar, amb productes petroliers. Aquests vessaments afecten la fauna i la pesca de la zona marítima o litoral afectat, així com a les costes on amb especial virulència es produeixen les  marees negres  amb efectes que poden arribar a ser molt persistents en el temps.

## Efectes ambientals i econòmics
Les aus es queden a la platja per a no ferir-se encara més i es moren de fred o de fam. Els peixos poden incorporar contaminants orgànics persistents i els depredadors que els consumeixen transmeten l'enverinament petrolier d'un animal a un altre per la cadena alimentària, posant en risc la seguretat en l'alimentació humana. El petroli impregna els sediments de les platja si causa el seu tancament, ja que és una amenaça per a la salut pública el contacte amb la pell. Econòmicament, les marees de petroli deixen sense feina a milers de mariners i mariscadors, i també, obliguen a institucions i administracions a fer un gran esforç econòmic per ajudar en les tasques de neteja i restauració del desastre.
El vessament de petroli més gran de la història en aigua dolça va ser causat per un vaixell tanc de Shell, a Magdalena, Argentina, el 15 de gener de 1999, contaminant no només l'aigua, sinó la flora i la fauna. Més actual és el desastre del Prestige. Va passar el 13 de novembre de 2002 i va afectar les costes de Galícia, Astúries, Cantàbria, País Basc i fins i tot algunes zones de la costa occitana.

## Neteja i recuperació
Els vessaments es netegen amb "salsitxes", unes esponges llargues que absorbeixen la contaminació. De vegades es lleva amb palanques que raspen l'aigua o amb una mànega que filtra l'aigua i es recull en un estany el petroli. A les platges es reuneixen grups de voluntariat i agents del govern per fer neteges amb pales i a mà. Quan passa a alta mar i el mar està calmat i hi ha poc vent es pot cremar l'oli. De vegades es fan servir detergents per dispersar o desfer el contaminant, i microorganismes (bioremediació).
Un accident d'aquest tipus va ser el vessament de la nau Exxon Valdez a la costa d'Alaska en els Estats Units el 1989. L'hàbitat encara s'està recuperant avui dia.

## Els vessaments més greus

### 1967.Torrey Canyon.Canal de la Mànega
Un superpetrolier de 300 metres d'eslora de la British Petroleum, llença al mar 123.000 tones i va contaminar 180 quilòmetres de costes franceses i britàniques. Es considera el primer gran vessament de cru.

### 1975.Showa Maru.Oceà Índic
El petrolier japonès, amb una càrrega de 237.000 tones de cru, va naufragar a l'estret de Malaca, a l'oceà Índic.

### 1976.Urquiola.Galícia,Espanya
El petrolier embarranca a la costa de la Corunya. Tot i que no sofreix molts danys i demana ser remolcat a port, les autoritats el fan allunyar 200 milles de la costa. És en aquestes maniobres que el petrolier sofreix més danys, s'incendia i s'enfonsa, llençant al mar la seva càrrega de 100.000 tones de petroli, que arriben a les ries de Betanzos, de Ferrol i d'Ares.

### 1978.Amoco Cádiz.Bretanya,França
Aquest petrolier es va encallar a la costa de Bretanya (França) i va provocar un vessament de 227.000 tones.

### 1979.Ixtoc One.Golf de Mèxic
Aquest vaixell plataforma mexicà es trenca i vessa 420.000 tones pel Golf de Mèxic.

### 1979.Trinitat i Tobago
Davant la costa africana col·lideixen 2 vaixells petroliers, provocant un vessament de 280.000 tones.

### 1979.Estret del Bòsfor
Una altra col·lisió provoca 43 morts i un vessament de 93.000 tones.

### 1983.Castillo de Bellver.Sud-àfrica
Aquest petrolier es va inciendiar a les costes de Sud-àfrica, vessant al mar 250.000 tones.

### 1988.Odyssey.Nova Escòcia,Estats Units
Aquest petrolier es parteix en dos davant les costes de Nova Escòcia, vessant 132.000 tones.

### 1989.Exxon Valdez.Alaska,Estats Units
Aquest petrolier amb una càrrega d'1,48 milions de barrils de cru, va vessar a la badia de Prince William Sound, Alaska, 37.000 tones d'hidrocarbur.

### 2002.Prestige.Galícia,Espanya
Aquest petrolier es va enfonsar davant de les costes gallegues i va vessar 54.000 tones.

### 2010.Deepwater Horizon.Golf de Mèxic
La plataforma va esclatar i es van vessar 585.000 tones.